# Q (serviço de metrô de Nova Iorque)

Serviço Q
(Broadway Express)

Serviço Q (Broadway Express) é um dos serviços (rotas) de trânsito rápido do metrô de Nova Yorque. Sobre os sinais de estações e de rota, e no mapa do metrô oficial deste serviço é marcado por uma etiqueta amarela (), porque em Manhattan esta rota utiliza a linha BMT Broadway Line. Este serviço tem 35 estações em operação.